# Хант, Роджер
Ро́джер Хант (англ. Roger Hunt; 20 июля 1938, Glazebury, Чешир — 27 сентября 2021, Уоррингтон, Северо-Западная Англия) — английский футболист, нападающий сборной Англии, чемпион мира 1966 года, бронзовый призёр чемпионата Европы 1968 года, член ордена Британской империи (MBE).

## Карьера

### Клубная
Профессиональную карьеру начал в 1958 году в «Ливерпуле», став впоследствии вместе с ним дважды чемпионом Англии, один раз обладателем Кубка Англии, трижды обладателем Суперкубка Англии и один раз финалистом Кубка обладателей кубков УЕФА. Дебютировал в составе «Ливерпуля» 9 сентября 1959 года, а последний матч сыграл 13 декабря 1969 года. Первый мяч забил в первом же матче за клуб 9 сентября 1959 года, а последний 26 ноября 1969 года. Всего за «Ливерпуль» провёл 492 матча (404 в лиге) и забил 286 голов (245 в лиге). В 1969 году перешёл в «Болтон Уондерерс», за который выступал вплоть до завершения карьеры игрока в 1972 году, сыграв за это время 76 матчей и забив 24 мяча в ворота соперников.

### В сборной
В составе главной национальной сборной Англии дебютировал 4 апреля 1962 года в матче против сборной Австрии, в этом же матче забил и свой первый гол за сборную. Участвовал в финальном турнире чемпионата мира 1962 года, в 1966 году стал в составе сборной чемпионом мира, а в 1968 году завоевал вместе с командой 3-е место на чемпионате Европы. Всего сыграл за сборную 34 матча, в которых забил 18 голов.

## Достижения
Ливерпуль
- Чемпион Англии (2): 1963/64, 1965/66
- Обладатель Кубка Англии: 1964/1965
- Обладатель Суперкубка Англии (3): 1964 (разделённая победа), 1965 (разделённая победа), 1966
- Финалист Кубка обладателей кубков: 1965/66

Сборная Англии
- Чемпион мира: 1966
- Бронзовый призёр чемпионата Европы: 1968

## Статистика выступлений
| Клуб              | Сезон            | Лига | Лига | Кубки | Кубки | Еврокубки | Еврокубки | Прочие | Прочие | Итого | Итого |
| Клуб              | Сезон            | Игры | Голы | Игры  | Голы  | Игры      | Голы      | Игры   | Голы   | Игры  | Голы  |
| ----------------- | ---------------- | ---- | ---- | ----- | ----- | --------- | --------- | ------ | ------ | ----- | ----- |
| Ливерпуль         | 1959/60          | 36   | 21   | 2     | 2     | -         | -         | 0      | 0      | 38    | 23    |
| Ливерпуль         | 1960/61          | 32   | 15   | 4     | 4     | -         | -         | 0      | 0      | 36    | 19    |
| Ливерпуль         | 1961/62          | 41   | 41   | 5     | 1     | -         | -         | 0      | 0      | 46    | 42    |
| Ливерпуль         | 1962/63          | 42   | 24   | 6     | 2     | 0         | 0         | 0      | 0      | 48    | 26    |
| Ливерпуль         | 1963/64          | 41   | 31   | 5     | 2     | 0         | 0         | 0      | 0      | 46    | 33    |
| Ливерпуль         | 1964/65          | 40   | 25   | 8     | 5     | 9         | 7         | 1      | 0      | 58    | 37    |
| Ливерпуль         | 1965/66          | 37   | 29   | 1     | 1     | 7         | 2         | 1      | 0      | 46    | 32    |
| Ливерпуль         | 1966/67          | 39   | 14   | 3     | 1     | 5         | 3         | 1      | 1      | 48    | 19    |
| Ливерпуль         | 1967/68          | 40   | 25   | 11    | 2     | 6         | 3         | 0      | 0      | 57    | 30    |
| Ливерпуль         | 1968/69          | 38   | 13   | 7     | 3     | 2         | 1         | 0      | 0      | 47    | 17    |
| Ливерпуль         | 1969/70          | 18   | 6    | 2     | 0     | 2         | 1         | 0      | 0      | 22    | 7     |
| Ливерпуль         | Итого            | 404  | 244  | 54    | 23    | 31        | 17        | 3      | 1      | 492   | 285   |
| Болтон Уондерерс  | 1969/70          | 17   | 5    | 1     | 0     | -         | -         | 0      | 0      | 18    | 5     |
| Болтон Уондерерс  | 1970/71          | 24   | 8    | 2     | 0     | -         | -         | 0      | 0      | 26    | 8     |
| Болтон Уондерерс  | 1971/72          | 35   | 11   | 5     | 1     | -         | -         | 0      | 0      | 40    | 12    |
| Болтон Уондерерс  | Итого            | 76   | 24   | 8     | 1     | 0         | 0         | 0      | 0      | 84    | 25    |
| Хелленик (аренда) | 1971             | 6    | 3    | 0     | 0     | -         | -         | 0      | 0      | 6     | 3     |
| Хелленик (аренда) | Итого            | 6    | 3    | 0     | 0     | 0         | 0         | 0      | 0      | 6     | 3     |
| Всего за карьеру  | Всего за карьеру | 486  | 271  | 62    | 24    | 31        | 17        | 3      | 1      | 582   | 313   |

## Личная жизнь и последние годы
После окончания футбольной карьеры присоеднинлся к брату Питеру в ведении дел семейной транспортной компании Hunt Brothers, которая была основана Ричардом и Гарри Хантами ещё в 1929 Richard and Harry Hunt in 1929
Первым браком женился на Патриции О'Брайен, в браке родилось двое детей. Последние годы жил со второй женой Рован близ Уоррингтона.
Хант скончался на 84-м году жизни 27 сентября 2021 года после продолжительной болезни.

## Награды
- В 2000 году, вместе с Аланом Боллом, Джорджем Коэном и Нобби Стайлзом — тремя другими игроками «золотой» команды 1966 года, Роджер был награждён рыцарским «Орденом Британской империи» 5-го класса.
- В 2006 году стал членом Зала славы английского футбола[13]
- В том же году был включен в почётный Список игроков ФК «Ливерпуль» (100 и более матчей), заняв в нём 13-е место[14].
- В 2016 году избран почётным гражданином боро Уоррингтон[15].